# South Sea Rose
South Sea Rose is een Amerikaanse dramafilm uit 1929 onder regie van Allan Dwan. De film is wellicht zoekgeraakt.

## Verhaal
Het Franse weesmeisje Rosalie Dumay woont op een eiland in de Stille Zuidzee. Ze is de erfgename van een fortuin, dat wordt beheerd door een oom in Frankrijk. De listige kapitein Briggs wil met Rosalie trouwen voor haar geld. Hij komt er te laat achter dat hij ook echt van haar houdt.

## Rolverdeling
| Acteur               | Personage       |
| -------------------- | --------------- |
| Lenore Ulric         | Rosalie Dumay   |
| Charles Bickford     | Kapitein Briggs |
| Kenneth MacKenna     | Dr. Tom Winston |
| J. Farrell MacDonald | Hackett         |
| Elizabeth Patterson  | Sarah           |
| Tom Patricola        | Willie Gump     |
| Ilka Chase           | Dienstmeid      |
| George MacFarlane    | Kastelein       |
| Ben Hall             | Scheepsjongen   |
| Daphne Pollard       | Mevrouw Nott    |
| Roscoe Ates          | Scheepskok      |
| Charlotte Walker     | Moeder-overste  |
| Emile Chautard       | Oom van Rosalie |